# Зачарований мандрівник (фільм)
«Зачарований мандрівник» (рос. Очарованный странник) — радянський художній фільм 1990 року, знятий режисером Іриною Поплавською. Екранізація однойменої повісті Миколи Лєскова.

## Сюжет
Серед пасажирів пароплава зайшла розмова про подвижників і праведників. Один з пасажирів, Іван Север'янович Флягін, вважаючи себе великим грішником, «для покаяння і очищення душі» розповідає пасажирам про своє життя.

## У ролях
- Олександр Михайлов — Іван Север'янович Флягін
- Вася Кривун — Іван в дитинстві
- Андрій Ростоцький — князь
- Лідія Вележева — Груша
- Ольга Остроумова — Євгенія Семенівна
- Валерій Носик — магнетізёр
- Майя Булгакова — Сердюкова
- Ірина Скобцева — графиня
- Єлизавета Нікіщіхіна — покоївка графині
- Спартак Мішулін — циган
- Леонід Куравльов — мужик
- Леонід Кулагін — пан
- Юрій Катін-Ярцев — монах
- Тетяна Панкова — Тетяна Яківна, няня
- Болот Бейшеналієв — старий татарин
- Борис Клюєв — граф
- Асанбек (Арсен) Умуралієв — хан Джангар
- Дюйшен Байтобетов — Савакирей
- Ашир Чокубаєв — Бакшей Отучев
- Володимир Фролов — покупець
- Віктор Крючков — меднік Антон
- Петро Кононихін — покупець
- Дмитро Бузильов — циган
- Андрій Щукін — шинкар
- Дуфуня Вишневський — циган
- Володимир Фірсов — балалаєчник

## Знімальна група
- Сценарісти: Василь Соловйов, Ірина Поплавська
- Режисер-постановник: Ірина Поплавська
- Оператор-постановник: Борис Новосьолов
- Композитор: Кирило Волков
- Художники-постановники: Анатолій Кузнецов, Павло Сафонов